# Padařov (železniční zastávka)
Padařov je železniční zastávka, která se nachází jihovýchodně od vesnice Padařov v okrese Tábor u silnice směrem do Drhovic. Zastávka leží v km 13,723 neelektrizované regionální železniční trati Tábor–Ražice mezi stanicemi Balkova Lhota a Božejovice.

## Historie
Zastávka nesla v letech 1939–1945 dvojjazyčný název Padarschow / Padařov.
Správa železnic chystala demolici historické budovy zastávky, v roce 2022 však od ní ustoupila a naopak začala plánovat její opravu.

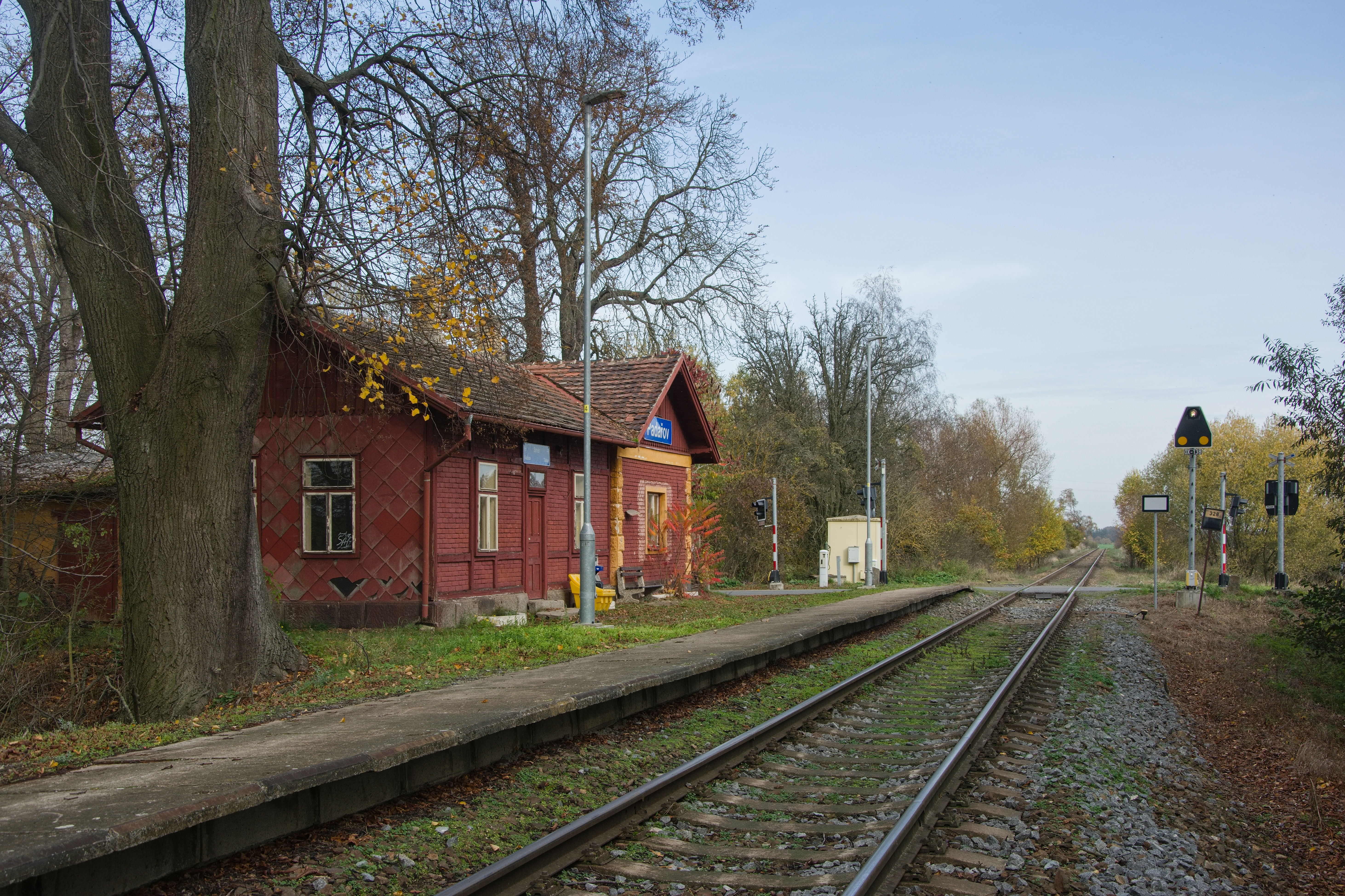
Celkový pohled na zastávku a přilehlý přejezd s přejezdníkem vpravo od koleje

## Popis zastávky
V zastávce je u přímého úseku traťové koleje zřízeno nástupiště o délce 98 metrů s nástupní hranou ve výšce 300 mm nad temenem kolejnice. Cestujícím je k dispozici zděná čekárna v bývalém strážním domku. Zastávka je vybavena osvětlením, které je ovládáno fotobuňkou a spínacími hodinami. Zastávka není obsazena žádným dopravním zaměstnancem.
V těsném sousedství zastávky (směrem ke stanici Balkova Lhota) se v km 13,713 nachází úrovňový přejezd č. P6244, na kterém trať kříží silnice III/1224 spojující vesnice Padařov a Drhovice. Přejezd je zabezpečen světelným přejezdovým zabezpečovacím zařízením bez závor. Přejezd je rovněž vybaven přejezdníky.